# Mohammed Lahceini
Mohammed Lahceini (né le 1975) est un footballeur marocain qui évolue comme défenseur au Hassania d'Agadir. Il est considéré comme l'un des meilleurs défenseurs du championnat marocain avec Azzeddine Hissa. Il est le capitaine symbolique de ce club.

## Palmarès
- 2002 : Champion du Maroc
- 2003 : Champion du Maroc
- 2006 : Finaliste de la Coupe du Trône